# Višnjevac (Osijek)
Višnjevac je prigradsko naselje u sastavu Grada Osijeka, u Osječko-baranjskoj županiji. Prema popisu stanovništva iz 2001. godine Višnjevac ima 7146 stanovnika, a prema popisu iz 2011. godine 6680 stanovnika.

## Stanovništvo
| broj stanovnika |       |       | 69    | 113   | 110   | 107   | 115   | 552   | 861   | 991   | 1889  | 3722  | 6069  | 7204  | 7146  | 6680  | 5870  |
|                 | 1857. | 1869. | 1880. | 1890. | 1900. | 1910. | 1921. | 1931. | 1948. | 1953. | 1961. | 1971. | 1981. | 1991. | 2001. | 2011. | 2021. |

## Povijest Višnjevca
Rana povijest Višnjevca, danas zapadnog prigradskog naselja Osijeka, usko je vezana uz grofovsku obitelj Pejačević koja je dio područja današnjeg naselja imala u svom posjedu. Jedan od prvih naziva ovog naselja bio je Adolfov dvor a zatim i Adolfovac, nazvan po grofu Adolfu Pejačeviću (1825. – 1880.). Poznata je i danas osporena tvrdnja opata Zvonimira Gutala prema kojoj je nekadašnja pustara zapadno od Osijeka dobila ime Adolfovac po stanovitom veleposjedniku Adolfu iz tog mjesta.  
Grof Adolf Pejačević financirao je izgradnju određenih objekata u Osijeku, dok je na imanju Adolfovac, u današnjoj ulici Nikole Šubića Zrinskog u Višnjevcu, imao vilu u kojoj je boravio upravitelj mjesta. Nakon smrti Adolfa Pejačevića, vlasnik rumsko-retfalačkog gazdinstva, pod koje je pripadao i Adolfovac, postaje njegov brat grof Ladislav Pejačević. U to vrijeme, godine 1880., prema dostupnim podacima, u Adolfovcu je živjelo 69 stanovnika. Zbog nepostojanja muškog potomstva rumsko-retfalačka loza Pejačevića se ugasila početkom 20. stoljeća dok su nakon Prvog svjetskog rata njihova plemićka dobra u Adolfovcu konfiscirana i dodijeljena doseljenicima. Tada ujedno dolazi i do demografskih promjena zbog doseljavanja ljudi iz Crne Gore, Vojvodine, Like, Istre, Mađarske i drugih krajeva.
Poznato je kako se u Višnjevcu krajem 19. i početkom 20. stoljeća na mjestu poznatom kao pecara proizvodio alkohol a prije svega rakija. Osim drugih gospodarskih objekata, u Višnjevcu se nalazio i ljetnikovac grofa Adolfa Pejačevića, a godine 1860., u današnjoj Ulici bana Josipa Jelačića, izgrađena je kapelica sv. Marije. Svakako treba spomenuti i krčmu Palilula, koja je dugi niz godina bila poznato odmorište za sve putnike koji su išli starom rimskom cestom prema Osijeku.
Godine 1948. Adolfovac mijenja ime u Višnjevac, kako bi se izbjegle asocijacije na njemačkog nacističkog vođu Adolfa Hitlera. Promjenu naziva su inicirali sudionici narodno-oslobodilačke borbe, a prihvaćen je prijedlog Bože Guština, jednog od braće Guštin, po kojima su kasnije nazvane osnovna škola i dječji vrtić u naselju. Prema novoj upravnoj podjeli, Višnjevac pripada Mjesnom narodnom odboru Retfala a u godinama koje slijede dolazi do još nekoliko administrativnih promjena. Tada ujedno započinje i novi val migracija te u Višnjevcu obitava oko 900 ljudi. Iste godine, 1948., u Višnjevcu s radom kreće osnovna škola a jedan od prvih poznatih višnjevačkih učitelja je Stjepan Švajcer. Školske godine 1970./1971. započinje gradnja nove školske zgrade s obzirom na to da u staroj školi uvjeti nisu bili primjereni za rad. Na Malu Gospu, 8. rujna 1968. godine, đakovački biskup Stjepan Bäuerlein osniva župu Rođenja blažene Djevice Marije, a tri godine poslije počinje izgradnja današnje višnjevačke crkve. Nakon Drugog svjetskog rata, točnije 1945. godine, osnovan je i nogometni klub. Godine 1983. osnovan je Boćarski klub Višnjevac, jedan od najstarijih u Slavoniji.
Općenito govoreći, 1970-ih godina u Višnjevcu se grade brojne obiteljske kuće i infrastruktura naselja. U članku Ni selo – ni prigradsko naselje objavljenom 16. veljače 1977. u Glasu Slavonije, možemo pročitati sljedeće dojmove novinara prilikom posjeta Višnjevcu: Naišli smo na vrlo živ promet, mnoštvo radnika i učenika koji su žustro koračali po istrošenom nogostupu od malih betonskih ploča, prema središtu ove, s pravom možemo reći gradske jezgre u kojoj je svoj dom našlo približno osam tisuća stanovnika... Aleja fasadnih lijepih zgrada podsjeća na Divlji zapad osječke periferije. Iz spomenutog članka saznajemo i kako je 1976. godine asfaltirano nešto više od tri i pol kilometara višnjevačkih ulica. Također, u Višnjevcu postoji dvanaest ugostiteljskih objekata i jedna samoposluga. Stanovnici naselja naglašavaju kako im još nedostaju vrtić, benzinska stanica, ambulanta i kanalizacija.
Tijekom Domovinskog rata Višnjevac je granatiran iz Baranje i Antunovca, bez veće materijalne štete ali uz ljudske gubitke. Od 1995. godine u funkciji je Mjesni odbor Višnjevac koji pripada Gradu Osijeku. U to vrijeme u Višnjevcu se grade novi objekti i uređuju već postojeći, poput pošte i ljekarne.

## Šport
- Boćarski klub Višnjevac
- ŠNK Višnjevac
- ŽOK Ferivi Višnjevac

## Kultura
Osječki filmaši braća Pejić 2008. godine snimili su polusatni pseudodokumentarni film o Višnjevcu pod nazivom Višnjevac: Moć i raščika, koji je prikazan na nekoliko filmskih festivala. Godine 2012. premijerno su prikazali nastavak Višnjevac 2: Strava i paranormalno.

## Poznati Višnjevčani
- Braća Guštin, istaknuti hrvatski domoljubi i sudionici NOB-a
- Krle i Inspektori, rock sastav
- Damir Lončar, glumac
- Vinko Pejić, radijski voditelj
- Miroslav Škoro, glazbenik
- Ivan Vekić, bivši ministar unutarnjih poslova RH
- Josip Špoljarić, nogometaš

## Galerija fotografija
- Centar Višnjevca
- Osnovna škola Višnjevac
- Staro okretište tramvaja u Višnjevcu
- Dom zdravlja Višnjevac
- Teren NK Višnjevca
- Župna Crkva Rođenja Blažene Djevice Marije
- Kip ždralova u središtu IPK naselja u Višnjevcu
- Park u središtu Višnjevca
- Višnjevačka promenada

## Vanjske poveznice
- Grad Osijek – Mjesni odbor Višnjevac  Arhivirana inačica izvorne stranice od 4. kolovoza 2020. (Wayback Machine)